# Nikoulabasis malcolmi
Nikoulabasis malcolmi – gatunek ważki z rodziny łątkowatych (Coenagrionidae). Endemit wyspy Viti Levu należącej do Fidżi. Opisał go T.W. Donnelly w 1990 roku, nadając mu nazwę Nesobasis malcolmi.